# Oak Lawn, Illinois
Oak Lawn là một làng thuộc quận Cook, tiểu bang Illinois, Hoa Kỳ. Năm 2010, dân số của làng này là 56690 người.

## Dân số
Dân số qua các năm:
- Năm 2000: 55245 người.
- Năm 2010: 56690 người.